# Система футбольних ліг Іспанії
Система футбольних ліг Іспанії, також відома як Ла Ліга (ісп. La Liga), є ланцюгом взаємопоєднаних клубних турнірів з футболу в Іспанії. Система має ієрархічну структуру, за якої клуби можуть пересуватися щабелями піраміди згідно з правилами вибуття або ж навпаки підвищення у класі.

## Структура
На вершині піраміди знаходиться Прімера Дивізіон (ісп. Primera División de España), який також називають просто Ла Ліга, в якому грають 20 команд.
На другому щабелі міститься Сегунда Дивізіон (ісп. Segunda División de España) (22 команди). На третьому — Прімера Дивізіон КІФФ (ісп. Primera División RFEF), поділений на 2 групи по 20 команд в кожній.
Четвертий щабель, Сегунда Дивізіон КІФФ (ісп. Segunda División RFEF), який складається із 90 команд, які поділені на п'ять груп по 18 у кожній, а п'ятий дивізіон, Терсера Дивізіон КІФФ (ісп. Tercera División RFEF), поділений на 18 регіональних груп по 16 команд в кожній.
На шостому щаблі розташовано кілька сотень регіональних дивізіонів (ісп. Divisiones regionales de fútbol).

## Система
| Рівень | Ліга(и)/Дивізіон(и) | Ліга(и)/Дивізіон(и) | Ліга(и)/Дивізіон(и) | Ліга(и)/Дивізіон(и) | Ліга(и)/Дивізіон(и) | Ліга(и)/Дивізіон(и) | Ліга(и)/Дивізіон(и) | Ліга(и)/Дивізіон(и) | Ліга(и)/Дивізіон(и) | Ліга(и)/Дивізіон(и) | Ліга(и)/Дивізіон(и) | Ліга(и)/Дивізіон(и) | Ліга(и)/Дивізіон(и) | Ліга(и)/Дивізіон(и) | Ліга(и)/Дивізіон(и) | Ліга(и)/Дивізіон(и) | Ліга(и)/Дивізіон(и) | Ліга(и)/Дивізіон(и) | Ліга(и)/Дивізіон(и) | Ліга(и)/Дивізіон(и) |                                         |
| 1 | Прімера Дивізіон (Ла Ліга) 20 команд | Прімера Дивізіон (Ла Ліга) 20 команд | Прімера Дивізіон (Ла Ліга) 20 команд | Прімера Дивізіон (Ла Ліга) 20 команд | Прімера Дивізіон (Ла Ліга) 20 команд | Прімера Дивізіон (Ла Ліга) 20 команд | Прімера Дивізіон (Ла Ліга) 20 команд | Прімера Дивізіон (Ла Ліга) 20 команд | Прімера Дивізіон (Ла Ліга) 20 команд | Прімера Дивізіон (Ла Ліга) 20 команд | Прімера Дивізіон (Ла Ліга) 20 команд | Прімера Дивізіон (Ла Ліга) 20 команд | Прімера Дивізіон (Ла Ліга) 20 команд | Прімера Дивізіон (Ла Ліга) 20 команд | Прімера Дивізіон (Ла Ліга) 20 команд | Прімера Дивізіон (Ла Ліга) 20 команд | Прімера Дивізіон (Ла Ліга) 20 команд | Прімера Дивізіон (Ла Ліга) 20 команд | Прімера Дивізіон (Ла Ліга) 20 команд | Прімера Дивізіон (Ла Ліга) 20 команд |                                         |
| 2 | Сегунда Дивізіон 22 команди | Сегунда Дивізіон 22 команди | Сегунда Дивізіон 22 команди | Сегунда Дивізіон 22 команди | Сегунда Дивізіон 22 команди | Сегунда Дивізіон 22 команди | Сегунда Дивізіон 22 команди | Сегунда Дивізіон 22 команди | Сегунда Дивізіон 22 команди | Сегунда Дивізіон 22 команди | Сегунда Дивізіон 22 команди | Сегунда Дивізіон 22 команди | Сегунда Дивізіон 22 команди | Сегунда Дивізіон 22 команди | Сегунда Дивізіон 22 команди | Сегунда Дивізіон 22 команди | Сегунда Дивізіон 22 команди | Сегунда Дивізіон 22 команди | Сегунда Дивізіон 22 команди | Сегунда Дивізіон 22 команди |                                         |
| 3 | Прімера Дивізіон КІФФ Група 1 20 команд | Прімера Дивізіон КІФФ Група 1 20 команд | Прімера Дивізіон КІФФ Група 1 20 команд | Прімера Дивізіон КІФФ Група 1 20 команд | Прімера Дивізіон КІФФ Група 1 20 команд | Прімера Дивізіон КІФФ Група 1 20 команд | Прімера Дивізіон КІФФ Група 1 20 команд | Прімера Дивізіон КІФФ Група 1 20 команд | Прімера Дивізіон КІФФ Група 1 20 команд | Прімера Дивізіон КІФФ Група 1 20 команд | Прімера Дивізіон КІФФ Група 2 20 команд | Прімера Дивізіон КІФФ Група 2 20 команд | Прімера Дивізіон КІФФ Група 2 20 команд | Прімера Дивізіон КІФФ Група 2 20 команд | Прімера Дивізіон КІФФ Група 2 20 команд | Прімера Дивізіон КІФФ Група 2 20 команд | Прімера Дивізіон КІФФ Група 2 20 команд | Прімера Дивізіон КІФФ Група 2 20 команд | Прімера Дивізіон КІФФ Група 2 20 команд | Прімера Дивізіон КІФФ Група 2 20 команд |                                         |
| 4 | Сегунда Дивізіон КІФФ Група 1 18 команд | Сегунда Дивізіон КІФФ Група 1 18 команд | Сегунда Дивізіон КІФФ Група 1 18 команд | Сегунда Дивізіон КІФФ Група 1 18 команд | Сегунда Дивізіон КІФФ Група 2 18 команд | Сегунда Дивізіон КІФФ Група 2 18 команд | Сегунда Дивізіон КІФФ Група 2 18 команд | Сегунда Дивізіон КІФФ Група 2 18 команд | Сегунда Дивізіон КІФФ Група 2 18 команд | Сегунда Дивізіон КІФФ Група 3 18 команд | Сегунда Дивізіон КІФФ Група 3 18 команд | Сегунда Дивізіон КІФФ Група 3 18 команд | Сегунда Дивізіон КІФФ Група 3 18 команд | Сегунда Дивізіон КІФФ Група 4 18 команд | Сегунда Дивізіон КІФФ Група 4 18 команд | Сегунда Дивізіон КІФФ Група 4 18 команд | Сегунда Дивізіон КІФФ Група 4 18 команд | Сегунда Дивізіон КІФФ Група 5 18 команд | Сегунда Дивізіон КІФФ Група 5 18 команд | Сегунда Дивізіон КІФФ Група 5 18 команд | Сегунда Дивізіон КІФФ Група 5 18 команд |
| 5 | Терсера Дивізіон КІФФ 18 регіональні груп по 16 команд у кожній \| - Група 1 — Галісія - Група 2 — Астурія - Група 3 — Кантабрія - Група 4 — Країна Басків - Група 5 — Каталонія - Група 6 — Валенсія - Група 7 — Мадрид - Група 8 — Кастилія і Леон - Група 9 — Східна Андалусія і Мелілья - Група 10 — Західна Андалусія і Сеута - Група 11 — Балеарські острови - Група 12 — Канарські острови - Група 13 — Мурсія - Група 14 — Естремадура - Група 15 — Наварра - Група 16 — Ріоха - Група 17 — Арагон - Група 18 — Кастилія-Ла-Манча \| | Терсера Дивізіон КІФФ 18 регіональні груп по 16 команд у кожній \| - Група 1 — Галісія - Група 2 — Астурія - Група 3 — Кантабрія - Група 4 — Країна Басків - Група 5 — Каталонія - Група 6 — Валенсія - Група 7 — Мадрид - Група 8 — Кастилія і Леон - Група 9 — Східна Андалусія і Мелілья - Група 10 — Західна Андалусія і Сеута - Група 11 — Балеарські острови - Група 12 — Канарські острови - Група 13 — Мурсія - Група 14 — Естремадура - Група 15 — Наварра - Група 16 — Ріоха - Група 17 — Арагон - Група 18 — Кастилія-Ла-Манча \| | Терсера Дивізіон КІФФ 18 регіональні груп по 16 команд у кожній \| - Група 1 — Галісія - Група 2 — Астурія - Група 3 — Кантабрія - Група 4 — Країна Басків - Група 5 — Каталонія - Група 6 — Валенсія - Група 7 — Мадрид - Група 8 — Кастилія і Леон - Група 9 — Східна Андалусія і Мелілья - Група 10 — Західна Андалусія і Сеута - Група 11 — Балеарські острови - Група 12 — Канарські острови - Група 13 — Мурсія - Група 14 — Естремадура - Група 15 — Наварра - Група 16 — Ріоха - Група 17 — Арагон - Група 18 — Кастилія-Ла-Манча \| | Терсера Дивізіон КІФФ 18 регіональні груп по 16 команд у кожній \| - Група 1 — Галісія - Група 2 — Астурія - Група 3 — Кантабрія - Група 4 — Країна Басків - Група 5 — Каталонія - Група 6 — Валенсія - Група 7 — Мадрид - Група 8 — Кастилія і Леон - Група 9 — Східна Андалусія і Мелілья - Група 10 — Західна Андалусія і Сеута - Група 11 — Балеарські острови - Група 12 — Канарські острови - Група 13 — Мурсія - Група 14 — Естремадура - Група 15 — Наварра - Група 16 — Ріоха - Група 17 — Арагон - Група 18 — Кастилія-Ла-Манча \| | Терсера Дивізіон КІФФ 18 регіональні груп по 16 команд у кожній \| - Група 1 — Галісія - Група 2 — Астурія - Група 3 — Кантабрія - Група 4 — Країна Басків - Група 5 — Каталонія - Група 6 — Валенсія - Група 7 — Мадрид - Група 8 — Кастилія і Леон - Група 9 — Східна Андалусія і Мелілья - Група 10 — Західна Андалусія і Сеута - Група 11 — Балеарські острови - Група 12 — Канарські острови - Група 13 — Мурсія - Група 14 — Естремадура - Група 15 — Наварра - Група 16 — Ріоха - Група 17 — Арагон - Група 18 — Кастилія-Ла-Манча \| | Терсера Дивізіон КІФФ 18 регіональні груп по 16 команд у кожній \| - Група 1 — Галісія - Група 2 — Астурія - Група 3 — Кантабрія - Група 4 — Країна Басків - Група 5 — Каталонія - Група 6 — Валенсія - Група 7 — Мадрид - Група 8 — Кастилія і Леон - Група 9 — Східна Андалусія і Мелілья - Група 10 — Західна Андалусія і Сеута - Група 11 — Балеарські острови - Група 12 — Канарські острови - Група 13 — Мурсія - Група 14 — Естремадура - Група 15 — Наварра - Група 16 — Ріоха - Група 17 — Арагон - Група 18 — Кастилія-Ла-Манча \| | Терсера Дивізіон КІФФ 18 регіональні груп по 16 команд у кожній \| - Група 1 — Галісія - Група 2 — Астурія - Група 3 — Кантабрія - Група 4 — Країна Басків - Група 5 — Каталонія - Група 6 — Валенсія - Група 7 — Мадрид - Група 8 — Кастилія і Леон - Група 9 — Східна Андалусія і Мелілья - Група 10 — Західна Андалусія і Сеута - Група 11 — Балеарські острови - Група 12 — Канарські острови - Група 13 — Мурсія - Група 14 — Естремадура - Група 15 — Наварра - Група 16 — Ріоха - Група 17 — Арагон - Група 18 — Кастилія-Ла-Манча \| | Терсера Дивізіон КІФФ 18 регіональні груп по 16 команд у кожній \| - Група 1 — Галісія - Група 2 — Астурія - Група 3 — Кантабрія - Група 4 — Країна Басків - Група 5 — Каталонія - Група 6 — Валенсія - Група 7 — Мадрид - Група 8 — Кастилія і Леон - Група 9 — Східна Андалусія і Мелілья - Група 10 — Західна Андалусія і Сеута - Група 11 — Балеарські острови - Група 12 — Канарські острови - Група 13 — Мурсія - Група 14 — Естремадура - Група 15 — Наварра - Група 16 — Ріоха - Група 17 — Арагон - Група 18 — Кастилія-Ла-Манча \| | Терсера Дивізіон КІФФ 18 регіональні груп по 16 команд у кожній \| - Група 1 — Галісія - Група 2 — Астурія - Група 3 — Кантабрія - Група 4 — Країна Басків - Група 5 — Каталонія - Група 6 — Валенсія - Група 7 — Мадрид - Група 8 — Кастилія і Леон - Група 9 — Східна Андалусія і Мелілья - Група 10 — Західна Андалусія і Сеута - Група 11 — Балеарські острови - Група 12 — Канарські острови - Група 13 — Мурсія - Група 14 — Естремадура - Група 15 — Наварра - Група 16 — Ріоха - Група 17 — Арагон - Група 18 — Кастилія-Ла-Манча \| | Терсера Дивізіон КІФФ 18 регіональні груп по 16 команд у кожній \| - Група 1 — Галісія - Група 2 — Астурія - Група 3 — Кантабрія - Група 4 — Країна Басків - Група 5 — Каталонія - Група 6 — Валенсія - Група 7 — Мадрид - Група 8 — Кастилія і Леон - Група 9 — Східна Андалусія і Мелілья - Група 10 — Західна Андалусія і Сеута - Група 11 — Балеарські острови - Група 12 — Канарські острови - Група 13 — Мурсія - Група 14 — Естремадура - Група 15 — Наварра - Група 16 — Ріоха - Група 17 — Арагон - Група 18 — Кастилія-Ла-Манча \| | Терсера Дивізіон КІФФ 18 регіональні груп по 16 команд у кожній \| - Група 1 — Галісія - Група 2 — Астурія - Група 3 — Кантабрія - Група 4 — Країна Басків - Група 5 — Каталонія - Група 6 — Валенсія - Група 7 — Мадрид - Група 8 — Кастилія і Леон - Група 9 — Східна Андалусія і Мелілья - Група 10 — Західна Андалусія і Сеута - Група 11 — Балеарські острови - Група 12 — Канарські острови - Група 13 — Мурсія - Група 14 — Естремадура - Група 15 — Наварра - Група 16 — Ріоха - Група 17 — Арагон - Група 18 — Кастилія-Ла-Манча \| | Терсера Дивізіон КІФФ 18 регіональні груп по 16 команд у кожній \| - Група 1 — Галісія - Група 2 — Астурія - Група 3 — Кантабрія - Група 4 — Країна Басків - Група 5 — Каталонія - Група 6 — Валенсія - Група 7 — Мадрид - Група 8 — Кастилія і Леон - Група 9 — Східна Андалусія і Мелілья - Група 10 — Західна Андалусія і Сеута - Група 11 — Балеарські острови - Група 12 — Канарські острови - Група 13 — Мурсія - Група 14 — Естремадура - Група 15 — Наварра - Група 16 — Ріоха - Група 17 — Арагон - Група 18 — Кастилія-Ла-Манча \| | Терсера Дивізіон КІФФ 18 регіональні груп по 16 команд у кожній \| - Група 1 — Галісія - Група 2 — Астурія - Група 3 — Кантабрія - Група 4 — Країна Басків - Група 5 — Каталонія - Група 6 — Валенсія - Група 7 — Мадрид - Група 8 — Кастилія і Леон - Група 9 — Східна Андалусія і Мелілья - Група 10 — Західна Андалусія і Сеута - Група 11 — Балеарські острови - Група 12 — Канарські острови - Група 13 — Мурсія - Група 14 — Естремадура - Група 15 — Наварра - Група 16 — Ріоха - Група 17 — Арагон - Група 18 — Кастилія-Ла-Манча \| | Терсера Дивізіон КІФФ 18 регіональні груп по 16 команд у кожній \| - Група 1 — Галісія - Група 2 — Астурія - Група 3 — Кантабрія - Група 4 — Країна Басків - Група 5 — Каталонія - Група 6 — Валенсія - Група 7 — Мадрид - Група 8 — Кастилія і Леон - Група 9 — Східна Андалусія і Мелілья - Група 10 — Західна Андалусія і Сеута - Група 11 — Балеарські острови - Група 12 — Канарські острови - Група 13 — Мурсія - Група 14 — Естремадура - Група 15 — Наварра - Група 16 — Ріоха - Група 17 — Арагон - Група 18 — Кастилія-Ла-Манча \| | Терсера Дивізіон КІФФ 18 регіональні груп по 16 команд у кожній \| - Група 1 — Галісія - Група 2 — Астурія - Група 3 — Кантабрія - Група 4 — Країна Басків - Група 5 — Каталонія - Група 6 — Валенсія - Група 7 — Мадрид - Група 8 — Кастилія і Леон - Група 9 — Східна Андалусія і Мелілья - Група 10 — Західна Андалусія і Сеута - Група 11 — Балеарські острови - Група 12 — Канарські острови - Група 13 — Мурсія - Група 14 — Естремадура - Група 15 — Наварра - Група 16 — Ріоха - Група 17 — Арагон - Група 18 — Кастилія-Ла-Манча \| | Терсера Дивізіон КІФФ 18 регіональні груп по 16 команд у кожній \| - Група 1 — Галісія - Група 2 — Астурія - Група 3 — Кантабрія - Група 4 — Країна Басків - Група 5 — Каталонія - Група 6 — Валенсія - Група 7 — Мадрид - Група 8 — Кастилія і Леон - Група 9 — Східна Андалусія і Мелілья - Група 10 — Західна Андалусія і Сеута - Група 11 — Балеарські острови - Група 12 — Канарські острови - Група 13 — Мурсія - Група 14 — Естремадура - Група 15 — Наварра - Група 16 — Ріоха - Група 17 — Арагон - Група 18 — Кастилія-Ла-Манча \| | Терсера Дивізіон КІФФ 18 регіональні груп по 16 команд у кожній \| - Група 1 — Галісія - Група 2 — Астурія - Група 3 — Кантабрія - Група 4 — Країна Басків - Група 5 — Каталонія - Група 6 — Валенсія - Група 7 — Мадрид - Група 8 — Кастилія і Леон - Група 9 — Східна Андалусія і Мелілья - Група 10 — Західна Андалусія і Сеута - Група 11 — Балеарські острови - Група 12 — Канарські острови - Група 13 — Мурсія - Група 14 — Естремадура - Група 15 — Наварра - Група 16 — Ріоха - Група 17 — Арагон - Група 18 — Кастилія-Ла-Манча \| | Терсера Дивізіон КІФФ 18 регіональні груп по 16 команд у кожній \| - Група 1 — Галісія - Група 2 — Астурія - Група 3 — Кантабрія - Група 4 — Країна Басків - Група 5 — Каталонія - Група 6 — Валенсія - Група 7 — Мадрид - Група 8 — Кастилія і Леон - Група 9 — Східна Андалусія і Мелілья - Група 10 — Західна Андалусія і Сеута - Група 11 — Балеарські острови - Група 12 — Канарські острови - Група 13 — Мурсія - Група 14 — Естремадура - Група 15 — Наварра - Група 16 — Ріоха - Група 17 — Арагон - Група 18 — Кастилія-Ла-Манча \| | Терсера Дивізіон КІФФ 18 регіональні груп по 16 команд у кожній \| - Група 1 — Галісія - Група 2 — Астурія - Група 3 — Кантабрія - Група 4 — Країна Басків - Група 5 — Каталонія - Група 6 — Валенсія - Група 7 — Мадрид - Група 8 — Кастилія і Леон - Група 9 — Східна Андалусія і Мелілья - Група 10 — Західна Андалусія і Сеута - Група 11 — Балеарські острови - Група 12 — Канарські острови - Група 13 — Мурсія - Група 14 — Естремадура - Група 15 — Наварра - Група 16 — Ріоха - Група 17 — Арагон - Група 18 — Кастилія-Ла-Манча \| | Терсера Дивізіон КІФФ 18 регіональні груп по 16 команд у кожній \| - Група 1 — Галісія - Група 2 — Астурія - Група 3 — Кантабрія - Група 4 — Країна Басків - Група 5 — Каталонія - Група 6 — Валенсія - Група 7 — Мадрид - Група 8 — Кастилія і Леон - Група 9 — Східна Андалусія і Мелілья - Група 10 — Західна Андалусія і Сеута - Група 11 — Балеарські острови - Група 12 — Канарські острови - Група 13 — Мурсія - Група 14 — Естремадура - Група 15 — Наварра - Група 16 — Ріоха - Група 17 — Арагон - Група 18 — Кастилія-Ла-Манча \| |                                         |
| 6 | Регіональні дивізіони Кілька сотень регіональних дивізіонів | Регіональні дивізіони Кілька сотень регіональних дивізіонів | Регіональні дивізіони Кілька сотень регіональних дивізіонів | Регіональні дивізіони Кілька сотень регіональних дивізіонів | Регіональні дивізіони Кілька сотень регіональних дивізіонів | Регіональні дивізіони Кілька сотень регіональних дивізіонів | Регіональні дивізіони Кілька сотень регіональних дивізіонів | Регіональні дивізіони Кілька сотень регіональних дивізіонів | Регіональні дивізіони Кілька сотень регіональних дивізіонів | Регіональні дивізіони Кілька сотень регіональних дивізіонів | Регіональні дивізіони Кілька сотень регіональних дивізіонів | Регіональні дивізіони Кілька сотень регіональних дивізіонів | Регіональні дивізіони Кілька сотень регіональних дивізіонів | Регіональні дивізіони Кілька сотень регіональних дивізіонів | Регіональні дивізіони Кілька сотень регіональних дивізіонів | Регіональні дивізіони Кілька сотень регіональних дивізіонів | Регіональні дивізіони Кілька сотень регіональних дивізіонів | Регіональні дивізіони Кілька сотень регіональних дивізіонів | Регіональні дивізіони Кілька сотень регіональних дивізіонів | Регіональні дивізіони Кілька сотень регіональних дивізіонів |                                         |
| - Група 1 — Галісія - Група 2 — Астурія - Група 3 — Кантабрія - Група 4 — Країна Басків - Група 5 — Каталонія - Група 6 — Валенсія - Група 7 — Мадрид - Група 8 — Кастилія і Леон - Група 9 — Східна Андалусія і Мелілья - Група 10 — Західна Андалусія і Сеута - Група 11 — Балеарські острови - Група 12 — Канарські острови - Група 13 — Мурсія - Група 14 — Естремадура - Група 15 — Наварра - Група 16 — Ріоха - Група 17 — Арагон - Група 18 — Кастилія-Ла-Манча | | | | | | | | | | | | | | | | | | | | |                                         |

## Історія
| Ліги\Роки | 1929               | 1929–34          | 1934–36          | 1936–39            | 1939–40          | 1940–41          | 1941–43          | 1943–77          | 1977—2021          | 2021—                 |
| --------- | ------------------ | ---------------- | ---------------- | ------------------ | ---------------- | ---------------- | ---------------- | ---------------- | ------------------ | --------------------- |
| 1         | Прімера Дивізіон   | Прімера Дивізіон | Прімера Дивізіон | Громадянська війна | Прімера Дивізіон | Прімера Дивізіон | Прімера Дивізіон | Прімера Дивізіон | Прімера Дивізіон   | Прімера Дивізіон      |
| 2         | Сегунда Дивізіон А | Сегунда Дивізіон | Сегунда Дивізіон | Громадянська війна | Сегунда Дивізіон | Сегунда Дивізіон | Сегунда Дивізіон | Сегунда Дивізіон | Сегунда Дивізіон   | Сегунда Дивізіон      |
| 3         | Сегунда Дивізіон Б | Терсера Дивізіон | —                | Громадянська війна | —                | Терсера Дивізіон | Регіональні      | Терсера Дивізіон | Сегунда Дивізіон Б | Прімера Дивізіон КІФФ |
| 4         | —                  | —                | —                | Громадянська війна | —                | Регіональні      | Регіональні      | Регіональні      | Терсера Дивізіон   | Сегунда Дивізіон КІФФ |
| 5         | —                  | —                | —                | Громадянська війна | —                | Регіональні      | Регіональні      | Регіональні      | Регіональні        | Терсера Дивізіон КІФФ |
| 6         | —                  | —                | —                | Громадянська війна | —                | Регіональні      | Регіональні      | Регіональні      | Регіональні        | Регіональні           |